# Glacialrefugium
Et glacialrefugium eller istidsrefugium (fra latin refugium = ”tilflugtssted”) er betegnelsen for et geografisk sted eller en region, hvor flora og fauna kunne overleve under en istid. Man kan skelne mellem forskellige typer af glacialrefugier som f.eks. nunatak-, perifere eller lavlands-glaciealrefugier. I disse tilbagetrækningsegne herskede der lokale klimaforhold, der sikrede planters og dyrs overlevelse, og som muliggjorde en udbredelse efter istidens afslutning. Varmekrævende arter fra de nordeuropæiske løvskove klarede sig f.eks.under den seneste istid ved tilbagetrækning til refugier i Middelhavsområdet og på sydsiden af Kaukasus, mens arter fra det nordlige nåleskovsbælte fandt refugier i Manchuriet og Mongoliet.